# عضلة نصف وترية
العَضلة نِصف الوَترية  (باللاتينية: Musculus semitendinosus) هي عضلة مِن العَضلات السَطحية للناحية الخَلفية للفَخذ. تقع في القسم الأنسي الخلفي للفخذ وإلى الناحية الأنسية من العضلة ذات الرأسين الفخذية. وتغطي العضلة النصف غشائية وتمتاز بطول وترها لذا سميت بالعضلة نصف الوترية تربط عظم الحوض بعظم الظنبوب ولها شكل مغزلي

## المَنشأ
تَنشأ العَضلة نِصف الوَترية مِن الحَدَبَة الإِسكِية. تنشأ مع الرأس الطويل للعضلة ذات الرأسين الفخذية من القسم العلوي الأنسي للحدبة الوركية وتمر الألياف العضلية إلى الأسفل مكونة كتلة عضلية مغزلية الشكل تنتهي أسفل منتصف الفخذ بقليل بوتر طويل مدور يقع على العضلة نصف الغشائية تحيط به الألياف العضلية بقسمه العلوي. ويمر هذا الوتر خلف مفصل الركبة منحرفاً إلى الجهة الأنسية نحو المغرز.

## المَغرس
تَنغرس هذهـ العَضلة في الجُزء العُلوي من الناحية الوَسطية لِعمود عَظم الساق. ينعطف الوتر حول اللقمة الأنسية لعظم الظنبوب وينغرز بالقسم العلوي للسطح الأنسي لجسم عظم الظنبوب خلف مغرزة العضلة الخياطية وأسفل العضلة الرشيقة ويمكن أن يحبس هذا الوتر حتى نقطة انغرازه.

## العَصب
يَتصل بِها الجُزء الظُنبوبي للعصب الوِركي.

## الحَركة
تَقوم هذه العَضلة بِـ:
1. دَوران للناحية الوَسطية (medial rotation) وثَني (Flexion) مفصل الرُكبة.
2. بَسط (Extension) الفَخذ بالنِسبة لِمفصل الوِرك.

## المَراجع
1. Lower Limb Anatomy Part IIB , Alexandria University Faculty of Medicine ,1st year, page.54